# Julien Gasc
 (septembre 2022).
Julien Gasc est un musicien, auteur, compositeur, interprète, arrangeur et producteur né le 18 janvier 1980 à Castres.
Il est l'un des cofondateurs du groupe Aquaserge et publie également des albums solos.

## Historique
Julien Gasc a grandi dans le village de Brassac dans le Tarn, où il commence l’apprentissage du piano à 5 ans. Il apprend ensuite la clarinette, la guitare et la contrebasse. Il monte son premier groupe en 1994, et se tourne ensuite vers le free jazz en 1999. Il écrit ses premières chansons en français en 2001 qui donnent naissance au groupe Momotte, il rejoint ensuite Hyperclean à la basse, à la guitare et aux claviers. En 2005, il fonde Aquaserge avec Julien Barbagallo et Benjamin Glibert. Ils publient deux disques l'année de la création du groupe: Aquaserge I et Tahiti Coco. Il est actif au sein du groupe jusqu’en 2021.
En 2007, après quelques mois passés à Berlin, il s’installe avec les membres du groupe Aquaserge à l’Electric Mami Studio d'où sortent plusieurs disques: Ce très cher Serge (2010), À l’Amitié (2014), April March & Aquaserge (2013), mais aussi des albums enregistrés avec leurs collaborateurs réguliers : Lætitia Sadier, Eddy Crampes, Laure Briard, Forever Pavot...
Au printemps 2008, il rejoint Stereolab aux claviers et aux chœurs pour une tournée qui s’achève à Tokyo en 2009. En parallèle d'Aquaserge, il réalise plusieurs disques en solo. Le premier est Cerf, Biche et Faon (2013) chez 2000 records. Julien Gasc s’installe en banlieue parisienne en 2013 et commence à collaborer avec Born Bad Records et Crammed Discs.
Il enregistre ensuite plusieurs albums solos à Londres avec le producteur Syd Kemp, Harry Bohay, Cédric Monzali et d'autres musiciens. Avec eux il forme le Gasc Band qui se produit en Europe et en Angleterre.  
Après plusieurs collaborations (Philippe Katerine, Bertrand Burgalat, Aksak Maboul, Forever Pavot, Fred Pallem, Chassol, Marker Starling, Astrobal, Nina Savary, Mega Bog, Dorian Pimpernel, Lenparrot, Barbara Carlotti, Arandel, Fuck Dead...) et enregistrements, il se réinstalle dans le sud-ouest de la France où il continue en solo mais aussi avec Nina Savary, Emmanuel Mario, Vincent Guyot, Bernardino Femminielli, Laure Briard, Laetitia Sadier... 